# Hibiscus waimeae
Hibiscus waimeae, llamado kokiʻo, keʻokeʻo o kokiʻo kea en hawaiano, es una planta fanerógama de la familia malváceas, endémica de la isla de Kaua'i en Hawái.

## Morfología
Es un arbusto o árbol pequeño.
Sus hojas son persistentes, glabras, de color verde intenso y mate. Sus flores duran unas horas, son blancas en la antesis y se vuelven rosadas por la tarde.

## Distribución y hábitat
H. waimeae crece en los bosques de mésicos a húmedos, dominados por Metrosideros polimorpha, especialmente en el fondo de los barrancos.
Tiene dos subespecies, la nominal H. waimeae subsp. waimeae crece en el área del cañón de Waimea y en los valles que abren al océano en el oeste y suroeste de la isla. H. waimeae subsp. hannerae es más raro, localizado en el noroeste de la isla en los valles Hanakapiʻai, Limahuli y Kalihi Wai. Esta subespecie está catalogada como "en peligro" por el US Fish and Wildlife Service de Estados Unidos. 